# Johann Wendelin Glaser
Johann Wendelin Glaser (* 30. April 1713 in Ostheim vor der Rhön; † 7. März 1783 in Wertheim am Main) war ein deutscher Kirchenmusiker. Sein kompositorisches Werk umfasst über 300 Kantaten.

## Leben
Glaser entstammte einer Kantorenfamilie in Ostheim vor der Rhön. Er besuchte die dortige Lateinschule und später das Hennebergische Gymnasium in Schleusingen. Nach dem Schulabschluss wurden ihm zunächst in Schleusingen und anschließend in Nürnberg Chorpräfekturen anvertraut. Nach kurzer Tätigkeit als Lehrer in Ostheim nahm Glaser 1738 an der Universität Altdorf das Theologiestudium auf. 1741 trat er als Präzeptor und Kantor in die Dienste des Grafen Ludwig von Hohenlohe-Langenburg und heiratete im selben Jahr Barbara Schmied, die Tochter eines Nürnberger Bürgers. 1743 wurde Glaser an die Wertheimer Lateinschule berufen. Dort fand Glaser seine eigentliche Bestimmung als Kantor der Evangelischen Stadtkirche und widmete sich von 1744 bis zu seinem Tod der Pflege der Kirchenmusik.

## Werk
Johann Wendelin Glaser hinterließ Partituren und weitere Musikalien zu mehr als 300 Kantaten. 1903 wurden sie beim Abbruch der 1770 erbauten Orgel in der Wertheimer Stiftskirche aufgefunden. Ein Fund weiterer 30 Abschriften in den Hauptkirchen zu Frankfurt am Main wurde 1910 erwähnt. Ein erstes umfassendes Werkverzeichnis mit fortlaufender Enumeration (Glaser-Werkverzeichnis, GlWV) samt Biographie wurde 1936/1937 publiziert, im Jahr 2013 dann in einer neuen Veröffentlichung wieder aufgegriffen und erweitert. Die Wertheimer Autographe befinden sich heute in der Evangelischen Kirchenbibliothek Wertheim, während die Frankfurter Musikalien zum Bestand der Universitätsbibliothek gehören.
Obwohl Glaser aus seinem Anstellungsdekret als Kantor in Wertheim keinerlei Verpflichtung zur Komposition neuer Kantaten hatte, begründete er 1755 gegenüber der fürstlich-gräflichen Regierung in Wertheim, weshalb er 1744 nach Übernahme der Kantorenstelle mit der Erstellung neuer Kantatenjahrgänge begonnen hatte – zum einen aufgrund des akuten Mangels an Kantatennoten, die wenigstens ein ganzes Kirchenjahr abdecken, zum anderen, um Kirchenstücke zu haben, welche nebst dem guten Geschmack auch den Stylum ecclesiasticum repräsentieren. Glaser versuchte dabei, nicht nur hinsichtlich der verwendeten Musikformen (Fuge, Choral, Rezitativ, Arie), sondern auch im kompositorischen Stil, das Alte (stylus ecclesiasticus) mit dem Neuen (guter Geschmack) zu verbinden. Die letzte datierbare Kantate Glasers stammt aus dem Jahr 1770. In den späteren Jahren scheint Glaser vor allem bereits vorhandene Kantaten wiederaufgeführt zu haben.
| GlWV                  | Anmerkungen |
| 001–055               | Erster Jahrgang: 2. Advent bis 27. Sonntag nach Trinitatis. Es fehlen: 1. Advent, 1. Weihnachtstag nachmittags, 3. Ostertag, 2. und 3. Pfingsttag, Trinitatis und 21. Sonntag nach Trinitatis |
| 056–058, 061–100      | Zweiter Jahrgang: 1. bis 3. Advent und Ostersonntag bis 27. Sonntag nach Trinitatis, Johannis, Mariae Heimsuchung, Michaelis und Erntedankfest                                                |
| 059–060               | Kantaten für 1. Weihnachtstag und für Pfingstmontag |
| 101–134               | Dritter Jahrgang: Pfingstsonntag bis Michaelis |
| 135–137               | Zwei Kantaten zum 200. Jubeltag des Augsburger Religionsfriedens am 25.9.1755, Kantate zur Kirch- und Orgelweihe                                                                              |
| 138                   | „Passions-Musiquen“, Andachtsmusik zur Passion |
| 139                   | „Musicalisches Gespräch“, Andachtsmusik zur Passion |
| 140–145               | Solokantaten |
| 146–297               | Chorkantaten |
| 298                   | Festkantate für die Abiturfeier an der Wertheimer Lateinschule |
| 299                   | „Aria funebria“ (a cappella) |
| 300–307, 309–310, 322 | Elf Kantaten in der Universitätsbibliothek Frankfurt/Main von teilweise zweifelhafter Zuschreibung                                                                                            |
| 308                   | Kantate nicht von Glaser, sondern von Martin Wirbach, Kantor in Breslau |
| 311–317               | Kantaten für eine Trauerfeier, für den 4. und 23. Sonntag nach Trinitatis, Matthiastag, zwei Kantaten für den 4. Advent und eine Kantate für 1. Sonntag nach Epiphanias                       |
| 318–321               | Kantatenfragmente |